# 사카타류 맞비차
| 9  | 8  | 7  | 6  | 5  | 4  | 3  | 2  | 1  |    |
| 香 | 桂 | 銀 | 金 | 王 |    | 銀 | 桂 | 香 | 一 |
|    |    |    |    |    |    |    | 飛 |    | 二 |
| 歩 | 歩 | 歩 | 歩 | 歩 | 歩 | 金 | 歩 | 歩 | 三 |
|    |    |    |    |    |    | 歩 |    |    | 四 |
|    |    |    |    |    |    |    | 歩 |    | 五 |
|    |    | 歩 |    |    |    |    |    |    | 六 |
| 歩 | 歩 |    | 歩 | 歩 | 歩 | 歩 |    | 歩 | 七 |
|    |    |    | 玉 |    |    |    | 飛 |    | 八 |
| 香 | 桂 | 銀 | 金 |    | 金 | 銀 | 桂 | 香 | 九 |

사카타류 맞비차(阪田流向かい飛車 또는 坂田流向かい飛車、さかたりゅうむかいびしゃ)은 쇼기 전법의 하나이다. 서로앉은비차 모양에서 후수가 변화하는 힘쇼기 몰이비차. 사카타 산키치(坂田三吉 또는 阪田三吉)가 1919년 5월 11일, 기미 긴지로(木見金治郎)의 7단 승단 피로회석에서 도이 이치타로(土居市太郎)를 상대로 둔 한 판(동서 양웅 기전, 결과는 사카타의 승리)이 저명하게 됐고, 후에 이렇게 불리게 되었다(그림 1). 이 전법의 근본인 정석(정적)은 에도 시대부터이고, 사카타의 창안은 아니다. 예를 들면 분큐 2년(1862년), 고바야시 도하쿠사이(小林東伯斎)가 도세 소지로(渡瀬荘次郎)와 둔 실전보가 남아있다.

## 개요
급전책과 특구전책이 있고, 양쪽 다 사바키(활용)보다 억제하는 것이 중심으로앉은비차당에서도 사용하기 쉬운 전법이다. 줄바꿈각을 조합하는 등, 선수가 비차를 둘 곳을 역습하는 것은 단순 명쾌하면서 파괴력이 있고, 상대하는 쪽도 얕게 보고 있다가 한 번에 무너지는 전개로 된다.
기록에서는 사카타 자신이 사카타류 맞비차라고 불리는 것을 사용한 것은 상술한 7단 승단 피로회로, 유명한 난젠지의 결전(선수 기무라 요시오, 후수 사카타 산키치, 결과는 기무라의 승리) 등에서 사용한 전법은 사카타류는 아니었다.
| 9  | 8  | 7  | 6  | 5  | 4  | 3  | 2  | 1  |    |
| 香 |    |    |    |    |    |    | 飛 | 香 | 一 |
|    |    | 王 |    | 金 |    |    |    |    | 二 |
| 歩 |    | 桂 | 金 |    | 銀 | 桂 | 歩 |    | 三 |
|    |    |    |    | 角 | 歩 | 歩 |    | 歩 | 四 |
| 歩 | 歩 |    | 歩 | 歩 |    |    | 歩 |    | 五 |
|    | 歩 | 歩 |    | 金 | 歩 | 歩 | 飛 | 歩 | 六 |
|    |    |    | 歩 |    |    | 桂 |    |    | 七 |
|    |    | 玉 | 金 | 銀 |    |    |    |    | 八 |
| 香 | 桂 |    |    |    |    |    |    | 香 | 九 |

대 도이전은 5월 11일에 오사카시의 '지온인(知恩院)'에서 하루 놓고 13일부터 효고현 다카라즈카시의 '고토부키로(寿楼)'로 장소를 옮겨 계속 둬져 17일에 결착이 난 한 판이다. 이 중요한 승부를 계기로 '사카타류 맞비차'로 유명해지게 됐다.
이 한 판은 '각 버리기의 한 판(角損の一局)'으로도 알려져 있다. 그림 1이 그 국면으로 후수의 각은 도움받지 못 하나, 실전은 △8一비 ▲5四보 △8六보 ▲8八보 △5四은 ▲3二각 △7七은으로 나아가고, 마지막은 후수인 사카타가 이긴다.
대국 후 도이는 이 한 판에 대해서 '△3三각은 고참의 법이라도 선수보다 각을 바꿔져 △동금으로 꼴사납게……'라고 사카타 새로운 수로는 보고 있지 않다. 또 사카타는 '저런 걸로 좋았으면 말고도 얼마든지 있는데' 하고 웃었다고 한다.
| 9  | 8  | 7  | 6  | 5  | 4  | 3  | 2  | 1  |    |
| 香 | 桂 | 銀 | 金 |    |    |    | 桂 | 香 | 一 |
|    |    | 王 |    |    | 銀 |    | 飛 |    | 二 |
| 歩 | 歩 | 歩 | 歩 | 歩 | 歩 | 金 |    | 歩 | 三 |
|    |    |    |    |    |    | 歩 | 歩 |    | 四 |
|    |    |    |    |    |    |    | 歩 |    | 五 |
|    |    | 歩 |    |    |    |    |    |    | 六 |
| 歩 | 歩 |    | 歩 | 歩 | 歩 | 歩 |    | 歩 | 七 |
|    |    | 銀 |    | 金 | 銀 |    | 飛 |    | 八 |
| 香 | 桂 | 玉 | 金 |    |    |    | 桂 | 香 | 九 |

두는 법은 ▲7六보 △3四보 ▲2六보 △3二금 ▲2五보라는 서로앉은비차 모양에서 3三각 ▲동각성 △동금으로 후수가 맞비차로 몬다. 나아가 그림 2. 여기서 △2四보 ▲동보 △동금으로 공격한다.
| 9  | 8  | 7  | 6  | 5  | 4  | 3  | 2  | 1  |    |
| 香 | 桂 | 銀 |    | 王 |    |    | 桂 | 香 | 一 |
|    |    |    |    | 金 | 銀 |    | 飛 |    | 二 |
| 歩 | 歩 | 歩 | 歩 | 歩 | 歩 | 金 |    | 歩 | 三 |
|    |    |    |    |    |    | 歩 | 歩 |    | 四 |
|    |    |    |    |    |    |    | 歩 |    | 五 |
|    |    | 歩 |    |    |    |    |    |    | 六 |
| 歩 | 歩 |    | 歩 | 歩 | 歩 | 歩 |    | 歩 | 七 |
|    |    | 銀 |    |    |    | 銀 | 飛 |    | 八 |
| 香 | 桂 | 玉 | 金 |    | 金 |    | 桂 | 香 | 九 |

그림 3이 고바야시식 사카타류라고 불리는 두는 방법으로, 고바야시가 4, 5단 즈음에 두었다. 진형을 △5二금 또는 △5二옥으로 해 △2四보 ▲동보 △동은으로 적극적으로 두는 수법이다.

## 실제 예시
이 전법에 대해 도요카와 다카히로(豊川孝弘)가 2010년의 저서 『사카타류 맞비차 전법(阪田流向かい飛車戦法)』에서 이런 급전책은 상급자에게는 통용되지 않는 경우가 많다고 서술했다. 그러나 한 수 버리기 각 교환으로 초반의 시작이 공통하고 있는 경우도 있으며, 특히 선수의 취향으로 초반에 ▲7八금 △9四보의 교환이 들어간 경우에 이 수들이 후수가 비차를 몰 때 점수로 되는 수이므로 후수가 사카타류로 하는 경우도 많아 야마사키 다카유키(山崎隆之), 이토다니 데쓰로(糸谷哲郎), 와타나베 아키라, 모리시타 다쿠(森下卓) 등이 채용하고 있다.
또 본래 노멀 맞비차나 다이렉트 맞비차가 특기인 사토 야스미쓰(佐藤康光), 도사 고지(土佐浩司) 등에게서 채용 예시가 있다.
이토다니 데쓰로는 2018년도만으로 4번의 후수에서 사용했고, 전부 승리했다.

## 출전
1. ↑  주간 쇼기 편집부(週刊将棋編集部) (2012년 5월 31일). 〈제29회 맞비차(第29回 向かい飛車)〉. 《알고 계십니까? 쇼기 용어의 재밌는 사전(ご存じですか？ 将棋用語のおもしろ辞典)》. 마이나비 출판(マイナビ出版).
2. ↑  요네나가 구니오(米長邦雄) (2013년 7월 13일). 《요네나가의 쇼기 완전판 제2권(米長の将棋 完全版第二巻)》. 마이나비 출판(マイナビ出版). 358쪽.
3. ↑  1862년 3월 15일의 도세 소지로 대 고바야시 도하쿠사이전을 참조(결과는 도세의 승리).
4. ↑  도요카와 다카히로(豊川孝弘) 『파워 업 전법 학원(パワーアップ戦法塾)』에서.
5. ↑  2016.9.9 제66기 왕장전 2차 예선 등
6. ↑  2018.4.25 제31기 용왕전 3조 승단자 결정전
7. ↑  2015.8.19 제57기 왕위전 예선 등
8. ↑  제68기 왕장전 도전자 결정 리그전 7회전·사토 아마히코(佐藤天彦)전(2018년 11월 26일) 휴대 중계 코멘트(해당 대국에서도 승리)

## 참고 문헌
- 도요카와 다카히로(豊川孝弘) 『파워 업 전법 학원(パワーアップ戦法塾)』 NHK 출판 2004년
- 도요카와 다카히로(豊川孝弘) 『사카타류 맞비차 전법(阪田流向かい飛車戦法)』(『쇼기 세계 2010년 8월호(将棋世界2010年8月号)』 부록) 일본쇼기연맹(日本将棋連盟) 2010년